# Toporowy Staw Wyżni
Toporowy Staw Wyżni je jezero ve skupině Toporowych Stawů v dolní části Doliny Suchej Wody Gąsienicowej v Západních Tatrách v Polsku. Je ve stavu zániku a jeho rozloha podléhá silným výkyvům. Má rozlohu 0,0300 ha a je 30 m dlouhé a 15,5 m široké. Dosahuje maximální hloubky 1,1 m. Leží v nadmořské výšce 1133 m.

## Okolí
Nachází se uprostřed lesa na morénovém valu na západním úbočí doliny jižně od Brzezin. Pleso zarůstá a je zanášeno bahnem. Severně se nachází Toporowy Staw Niżni. Na severozápadě a na jihu se nacházejí malé zarůstající a vysychající jezírka. V plese roste velmi vzácná vodní rostlina zevar úzkolistý. Vyskytují se v něm také blatnice bahenní, rojovník bahenní, ptačinec dlouholistý, mochna bahenní, kyhanka sivolistá, ostřice bažinná, ostřice chudokvětá a plavuník Isslerův. V jezeře se rozmnožuje mnoho druhů plazů a obojživelníků, mezi něž patří mlok skvrnitý, čolek karpatský, čolek horský, kuňka žlutobřichá nebo skokan hnědý.

## Vodní režim
Pleso nemá povrchový přítok ani povrchový odtok. Náleží k povodí Dunajce.

## Přístup
Pleso není veřejnosti přístupné. Ve vzdálenosti 100 m jižně prochází  červená turistická značka mezi Halou Kopieniec a Psiou Trawkou.